# 3 000 mètres steeple masculin aux Jeux olympiques d'été de 2012
Pour un article plus général, voir Athlétisme aux Jeux olympiques d'été de 2012.
Navigation
Pékin 2008 Rio 2016
L'épreuve du 3 000 m steeple masculin aux Jeux olympiques de 2012 a lieu le 3 août pour les séries et le 5 août pour la finale dans le Stade olympique de Londres.
Les limites de qualifications étaient de 8 min 23 s 10 pour la limite A et de 8 min 32 s 00 pour la limite B.

## Records
Avant cette compétition, les records dans cette discipline étaient les suivants :
| Record du monde  | 7 min 53 s 63 | Saif Saaeed Shaheen | Qatar | 3 septembre 2004  | Bruxelles |
| Record olympique | 8 min 5 s 51  | Julius Kariuki      | Kenya | 30 septembre 1988 | Séoul     |

## Médaillés
| Or             | Argent                      | Bronze            |
| Ezekiel Kemboi | Mahiedine Mekhissi-Benabbad | Abel Kiprop Mutai |

## Résultats
Le champion olympique en titre Brimin Kipruto chute en finale et termine 5e.

### Finale (5 août)
| Rang                                | Athlète                     | Nationalité | Temps         | Notes    |
| ----------------------------------- | --------------------------- | ----------- | ------------- | -------- |
| Médaille d'or, Jeux olympiques      | Ezekiel Kemboi              | Kenya       | 8 min 18 s 56 |          |
| Médaille d'argent, Jeux olympiques  | Mahiedine Mekhissi-Benabbad | France      | 8 min 19 s 08 |          |
| Médaille de bronze, Jeux olympiques | Abel Mutai                  | Kenya       | 8 min 19 s 73 |          |
| 4                                   | Roba Gari                   | Éthiopie    | 8 min 20 s 00 |          |
| 5                                   | Brimin Kipruto              | Kenya       | 8 min 23 s 03 |          |
| 6                                   | Evan Jager                  | États-Unis  | 8 min 23 s 87 |          |
| 7                                   | Hamid Ezzine                | Maroc       | 8 min 24 s 90 |          |
| 8                                   | Donald Cabral               | États-Unis  | 8 min 25 s 91 |          |
| 9                                   | Tarik Langat Akdag          | Turquie     | 8 min 27 s 64 |          |
| 10                                  | Ion Luchianov               | Moldavie    | 8 min 28 s 15 |          |
| 11                                  | Brahim Taleb                | Maroc       | 8 min 32 s 40 |          |
| 12                                  | Nahom Mesfin Tariku         | Éthiopie    | 8 min 35 s 12 |          |
| 13                                  | Yuri Floriani               | Italie      | 8 min 40 s 07 |          |
|                                     | Jukka Keskisalo             | Finlande    | DNF           |          |
|                                     | Benjamin Kiplagat           | Ouganda     | DQ            | R 163.3b |

### Qualifications (3 août)
| Rank | Heat | Athlète                     | Nationality     | Time          | Notes |
| ---- | ---- | --------------------------- | --------------- | ------------- | ----- |
| 1    | 1    | Mahiedine Mekhissi-Benabbad | France          | 8 min 16 s 23 | Q     |
| 2    | 1    | Evan Jager                  | États-Unis      | 8 min 16 s 61 | Q     |
| 3    | 1    | Abel Mutai                  | Kenya           | 8 min 17 s 70 | Q     |
| 4    | 1    | Tarik Langat Akdag          | Turquie         | 8 min 17 s 85 | Q, NR |
| 5    | 1    | Nahom Mesfin Tariku         | Éthiopie        | 8 min 18 s 16 | q, SB |
| 6    | 1    | Benjamin Kiplagat           | Ouganda         | 8 min 18 s 44 | q     |
| 7    | 3    | Roba Gari                   | Éthiopie        | 8 min 20 s 68 | Q     |
| 8    | 3    | Ezekiel Kemboi              | Kenya           | 8 min 20 s 97 | Q     |
| 9    | 3    | Hamid Ezzine                | Maroc           | 8 min 21 s 25 | Q     |
| 10   | 3    | Donald Cabral               | États-Unis      | 8 min 21 s 46 | Q     |
| 11   | 3    | Ion Luchianov               | Moldavie        | 8 min 22 s 09 | q, SB |
| 12   | 3    | Mohamed Khaled Belabbas     | Algérie         | 8 min 22 s 32 | SB    |
| 13   | 3    | Alex Genest                 | Canada          | 8 min 22 s 62 | SB    |
| 14   | 1    | Amor Ben Yahia              | Tunisie         | 8 min 22 s 70 | PB    |
| 15   | 3    | Vadym Slobodenyuk           | Ukraine         | 8 min 23 s 35 |       |
| 16   | 1    | José Peña                   | Venezuela       | 8 min 24 s 06 | NR    |
| 17   | 1    | Ali Ahmed Al-Amri           | Arabie saoudite | 8 min 26 s 22 | SB    |
| 18   | 2    | Brimin Kipruto              | Kenya           | 8 min 28 s 62 | Q     |
| 19   | 2    | Yuri Floriani               | Italie          | 8 min 29 s 01 | Q     |
| 20   | 2    | Brahim Taleb                | Maroc           | 8 min 29 s 02 | Q     |
| 21   | 2    | Jukka Keskisalo             | Finlande        | 8 min 29 s 13 | Q     |
| 22   | 2    | Nikolay Chavkin             | Russie          | 8 min 29 s 72 |       |
| 23   | 2    | Youcef Abdi                 | Australie       | 8 min 29 s 81 |       |
| 24   | 3    | Lukasz Parszczynski         | Pologne         | 8 min 30 s 08 |       |
| 25   | 2    | Jacob Araptany              | Ouganda         | 8 min 35 s 85 |       |
| 26   | 1    | Hicham Sigueni              | Maroc           | 8 min 35 s 89 |       |
| 27   | 2    | Vincent Zouaoui-Dandrieux   | France          | 8 min 36 s 96 |       |
| 28   | 2    | Kyle Alcorn                 | États-Unis      | 8 min 37 s 11 |       |
| 29   | 3    | Weynay Ghebresilasie        | Érythrée        | 8 min 37 s 57 |       |
| 30   | 1    | Angel Mullera               | Espagne         | 8 min 38 s 07 |       |
| 31   | 3    | Albert Minczer              | Hongrie         | 8 min 40 s 74 | SB    |
| 31   | 1    | Alberto Paulo               | Portugal        | 8 min 40 s 74 |       |
| 33   | 1    | Steffen Uliczka             | Allemagne       | 8 min 41 s 08 |       |
| 34   | 2    | Artem Kosinov               | Kazakhstan      | 8 min 42 s 27 |       |
| 35   | 3    | Stuart Stokes               | Grande-Bretagne | 8 min 43 s 04 |       |
| 36   | 2    | Mario Bazan                 | Pérou           | 8 min 51 s 95 |       |
| 37   | 2    | Abdelaziz Merzougui         | Espagne         | 8 min 58 s 20 |       |
|      | 3    | Víctor Garcia               | Espagne         | DNF           |       |
|      | 2    | Birhan Getahun              | Éthiopie        | DNF           |       |

## Légende
Records et Performances
- AR : Record continental (area record)
- CR : Record des championnats (championship record)
- MR : Record du meeting (meet record)
- NR : Record national (national record)
- OR : Record olympique (olympic record)
- PR : Record paralympique (paralympic record)
- PB : Record personnel (personal best)
- SB : Meilleure performance personnelle de la saison (season's best)
- WL : Meilleure performance mondiale de l'année (world leader)
- WJR : Record du monde junior (world junior record)
- WR : Record du monde (world record)

Circonstances et Conditions
- DNF : N'a pas terminé (did not finish)
- DNS : N'a pas pris le départ (did not start)
- DQ : Disqualification (disqualification)
- NM : Aucun essai valable enregistré (No Mark)
- Q : Qualifié « directement » au prochain tour (ou à la prochaine compétition), lors d'une compétition majeure, grâce au classement ou à la réalisation des minima (automatic qualifier)
- q : Qualifié au prochain tour (ou à la prochaine compétition), lors d'une compétition majeure, grâce au repêchage ou à la réalisation de l'une des meilleures performances parmi celles des « non qualifiés directement » (grâce au meilleur temps ou à la meilleure distance par exemple) (secondary qualifier)